# Leesville
Leesville település az Amerikai Egyesült Államok Louisiana államában, Vernon megyében, melynek megyeszékhelye is. Lakosainak száma 5649 fő (2020. április 1.).

## Népesség
A település népességének változása:
| Lakosok száma | 6612 | 5598 | 5649 |
|               | 2010 | 2019 | 2020 |